# Ditrigonalni dodekadodekaeder
| Ditrigonalni dodekadodekaeder                 | Ditrigonalni dodekadodekaeder                         |
| --------------------------------------------- | ----------------------------------------------------- |
|                                               |                                                       |
| Vrsta                                         | uniformni zvezdni polieder                            |
| Elementi                                      | F = 24, E = 60, V =20 ({\displaystyle \chi \,} = -16) |
| Stranske ploskve po stranicah                 | 12{5}+12{5/2}                                         |
| Wythoffovi simboli                            | 3 \| 5/3 5 3/2 \| 5 5/2 3/2 \| 5/3 5/4 3 \| 5/2 5/4   |
| Simetrijska grupa                             | Ih, [5,3], *532                                       |
| Bowersov akronim                              | Ditdid                                                |
| Sklici                                        | U41, C53, W80                                         |
| srednji triambski ikozaeder (dualni polieder) | (5.5/3)3 slika oglišč                                 |

Ditrigonalni dodekadodekaeder je nekonveksni uniformni polieder z oznako (indeksom) U41.

## Sorodni poliedri
Konveksna ogrinjača je pravilni dodekaeder. Ima enako razvrstitev oglišč kot mali ditrigonalni ikozidodekaeder, ki ima skupne pentagramske stranske ploskve in veliki ditrigonalni ikozidodekaeder, ki pa ima skupne petkotne stranske ploskve, ter sestav petih kock.
| mali ditrigonalni ikozidodekaeder | veliki ditrigonalni ikozidodekaeder | ditrigonalni dodekadodekaeder |
| dodekaeder (konveksna ogrinjača)  | sestav petih kock                   |                               |

Lahko ga obravnavamo kot facetirani dodekaeder. Njegove petkotne stranske ploskve lahko vpišemo v dodekaedrove petkotnike. Njemu dualno telo je srednji triambski ikozaeder, ki je stelacija ikozaedra.
Je topološko enakovreden hiperboličnemu tlakovanju reda 6 s pretvorbo pentagramov nazaj v pravilne petkotnike .